# Hildesheim
Hildesheim är en stad i Landkreis Hildesheim i Niedersachsen i Tyskland. Den ligger omkring tre mil sydöst om Hannover. Invånarantalet är omkring 100 000.
Staden grundades av Ludvig den fromme som biskopsstad. Kyrkan Michaeliskirche är en av de praktfullaste tyska kyrkorna i romansk stil.

## Historia

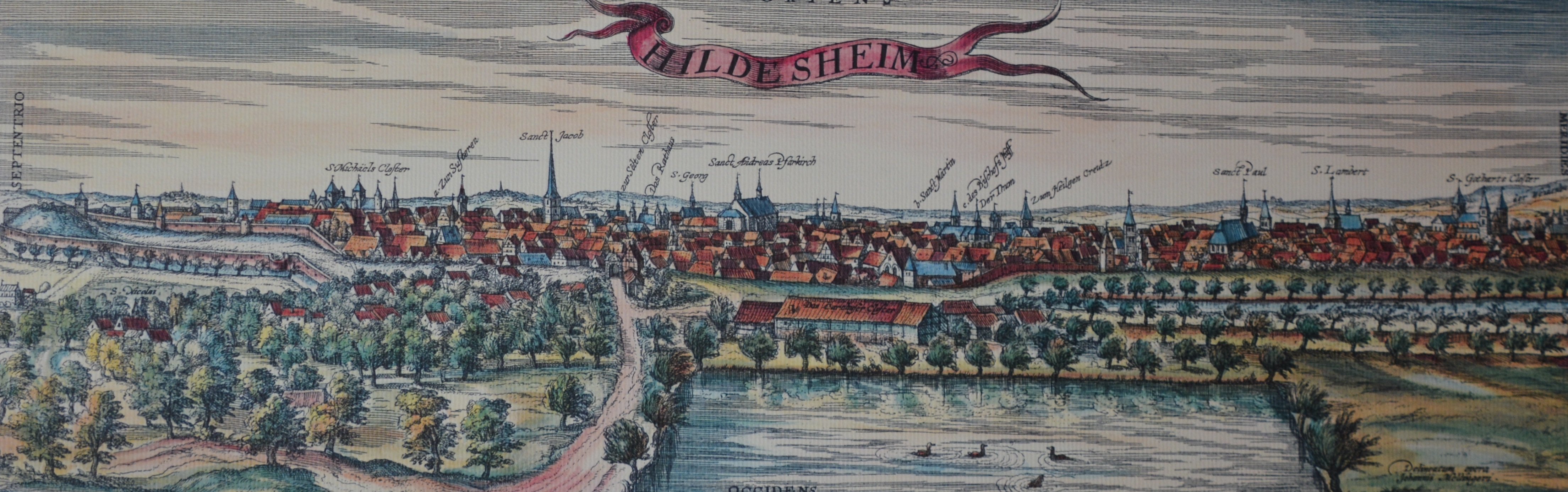
Hildesheim 1572

Hildesheim ligger där den urgamla öst-västliga handelsvägen Hellweg korsar floden Innerste. Det har funnits en bosättning och helgedom på platsen sedan förfrankisk tid. Karl den store grundade 815 Hildesheims stift och den första domkyrkan byggdes av biskop Altfrid. Biskop Bernward byggde omkring år 1000 ut den till en massiv kyrkoborg. Runt omkring denna växte en borgerlig stad upp. Omkring 1300 tvingades biskopen ge upp makten över staden, som då fick egna stadsrättigheter och ett eget sigill. År 1367 blev staden medlem i Hansan. Sedan 1542 är flera av kyrkorna i Hildesheim lutherska, medan domkyrkan har förblivit katolsk. År 1807 kom Hildesheim under preussiskt överhöghet, men blev efter Napoleonkrigen en del av kungadömet Hannover. Efter 1866 blev staden tillsammans med Hannover återigen en del av Preussen.
Den 22 mars 1945 förstördes Hildesheims historiska centrum totalt under ett allierat bombanfall.
År 1970 grundades den första högskolan i Hildesheim. Idag finns ett universitet.

## Ekonomi och infrastruktur
Hildesheim ligger vid motorvägen A7 (E45) och vid förbundsvägarna B1, B6, B243, B494. Staden har två järnvägsstationer och trafikeras av de tyska snabbtågen ICE. Staden har en hamn som är förbunden med Mittellandkanal. Det finns även en mindre flygplats, som utnyttjas flitigt i samband med mässor i det närbelägna Hannover.
I augusti varje år sedan 2000 arrangeras festivalen M'era Luna på stadens flygfält.

### Företag

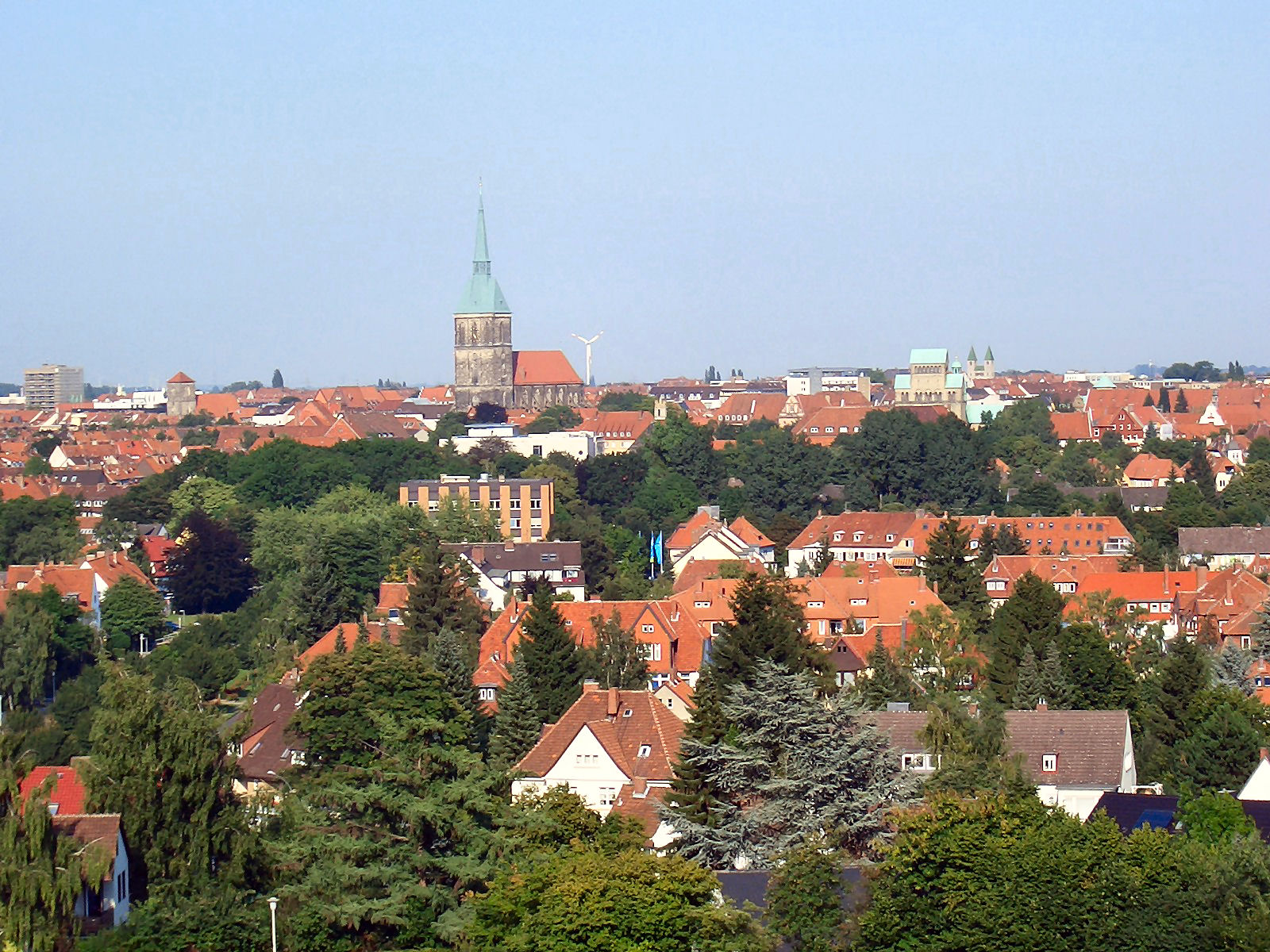
Vy över Hildesheim

Den viktigaste arbetsgivaren i Hildesheim är Bosch-Blaupunkt med över 4.000 anställda.

### Media
Dagstidningen Hildesheimer Allgemeine Zeitung har funnits sedan 1705 och anses vara Tysklands äldsta tidning som fortfarande ges ut. Hildesheim har en lokal icke-kommersiell radiostation och en Internet-TV-station.

## Vänorter
Hildesheim har följande vänorter:
- Al-Minya, Egypten, sedan 16 juli 1979
- Angoulême, Frankrike, sedan 17 september 1965
- Gelendzjik, Ryssland, sedan 30 juli 1992
- Halle an der Saale, Tyskland, sedan 21 april 1990
- North Somerset, Storbritannien, sedan 17 november 1997
- Padang, Indonesien, sedan 20 juni 1988
- Pavia, Italien, sedan 22 juni 2000
- Weston-super-Mare, Storbritannien, sedan 11 april 1983